# 近鉄奈良駅

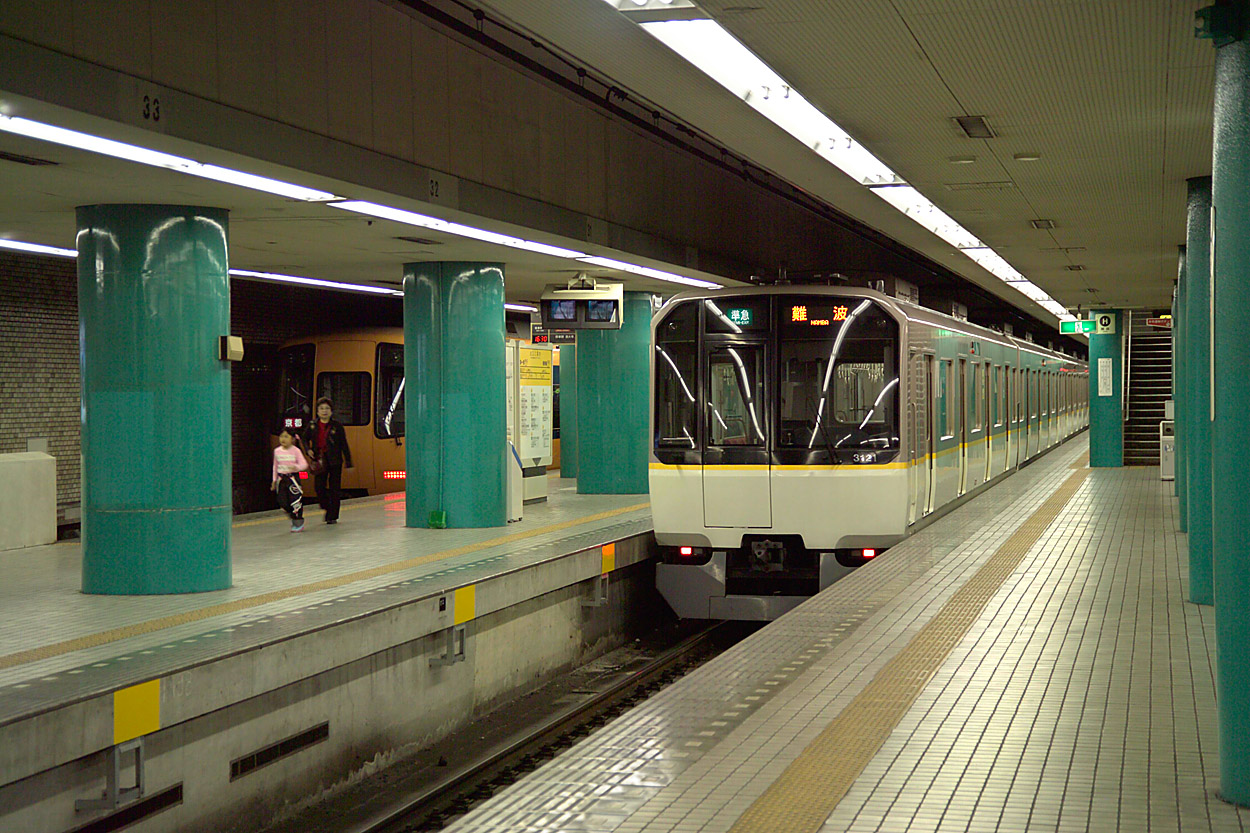
プラットホーム

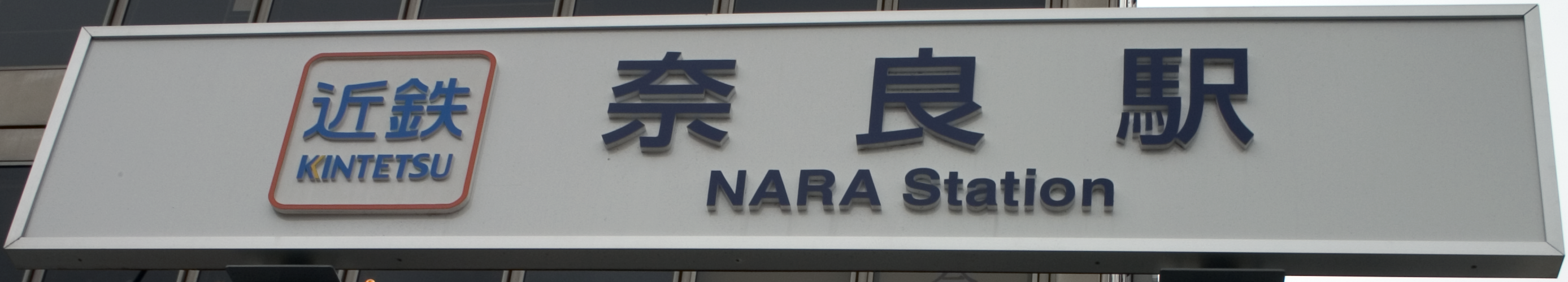
駅の表札

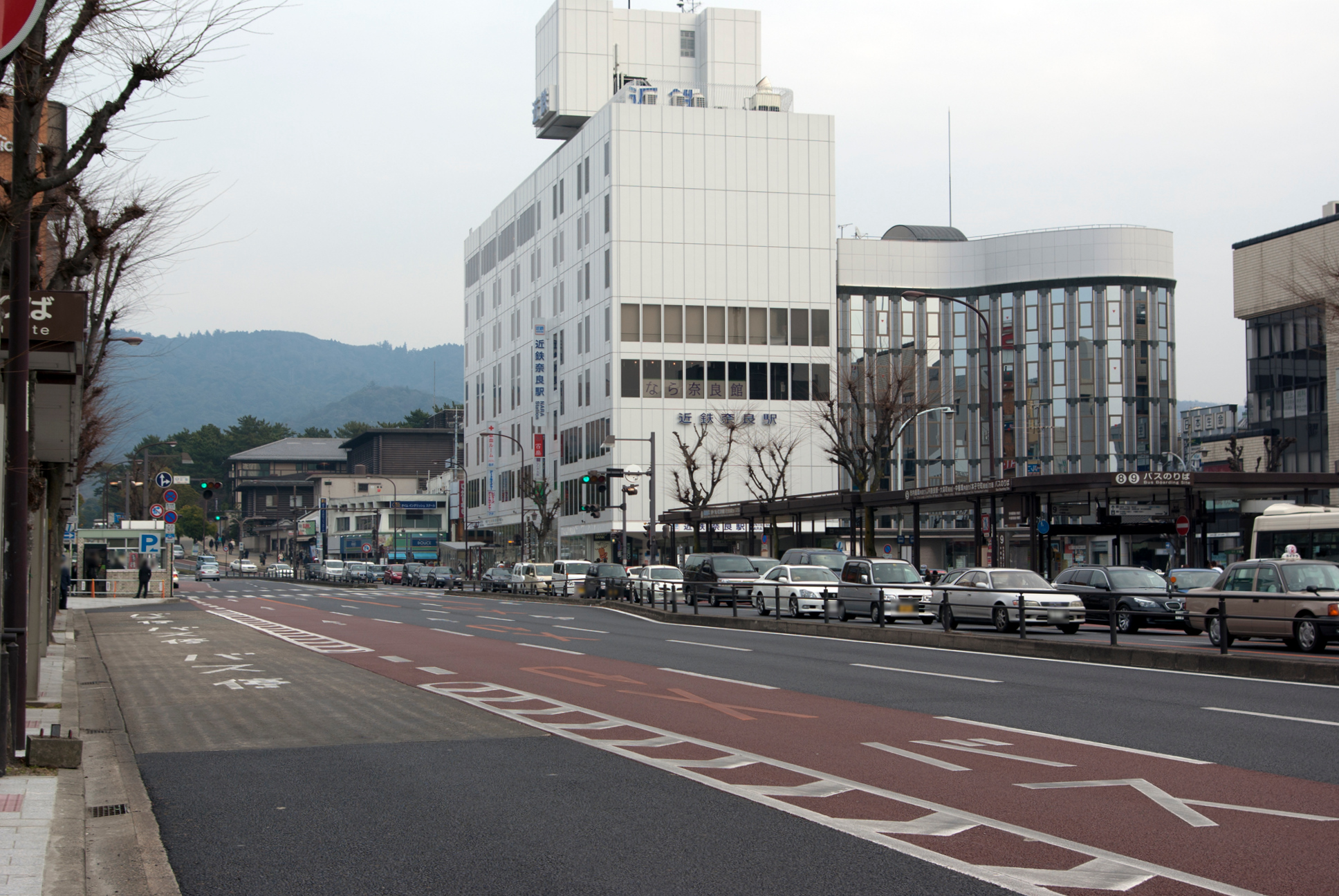
駅遠景

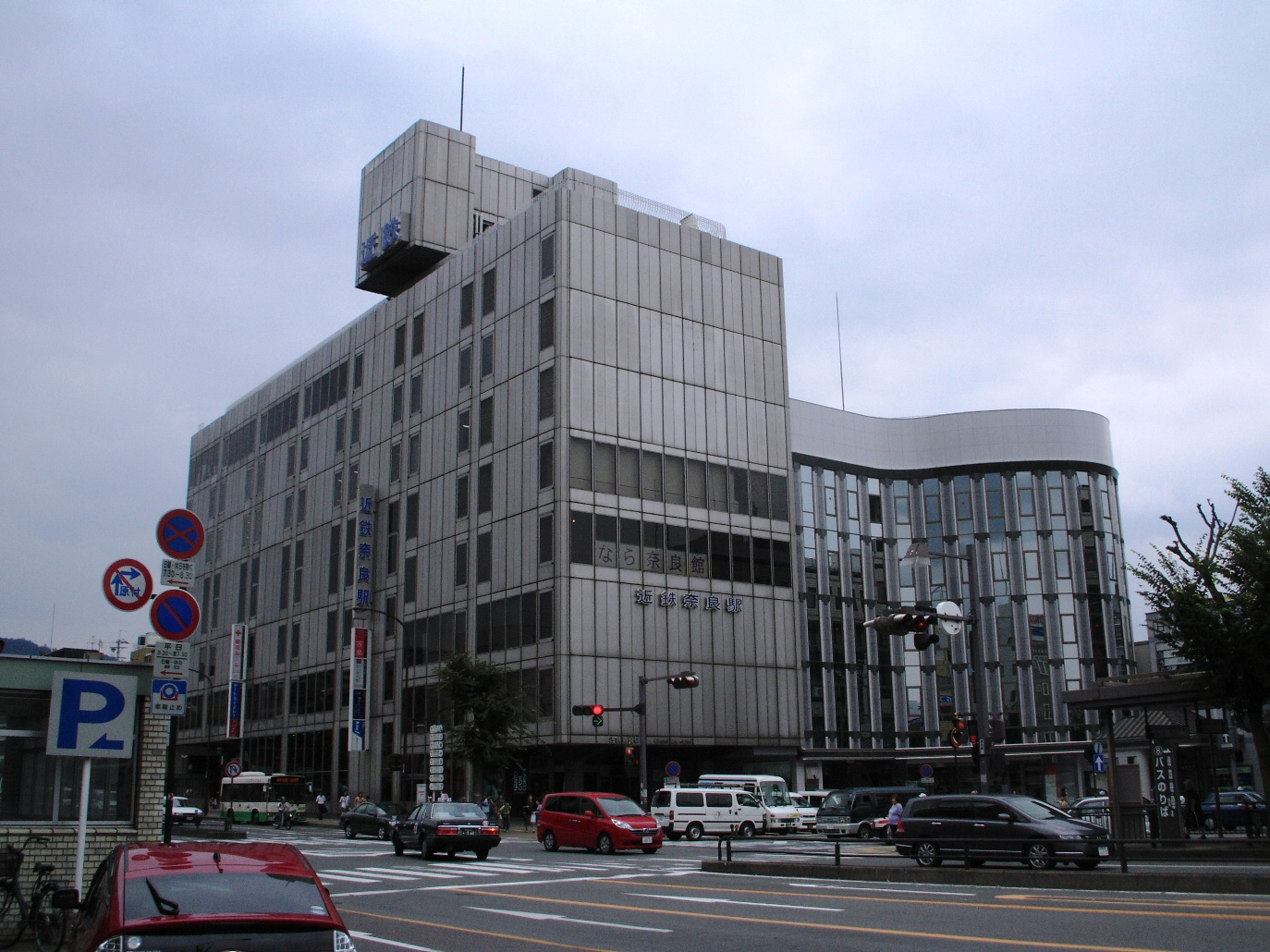
リニューアル前の駅舎

近鉄奈良駅（きんてつならえき）は、奈良県奈良市東向中町にある近畿日本鉄道（近鉄）奈良線の駅であり、同線の終点。駅長配置駅である。駅番号はA28。実質的な奈良市の中心駅である。

## 歴史
1914年（大正3年）4月30日に開業。奈良市街地への乗り入れに係る協議が難航していたため、当初は奈良市高天（たかま）町に仮駅として設けられていたが、同年7月8日に当初の計画通り奈良市東向中町まで延伸し駅が移転した。開業以来地上駅で、駅へは併用軌道で乗り入れていたが、併用軌道により奈良線の高速化は妨げられ、さらにモータリゼーションが進展すると当駅付近で自動車の渋滞が頻発していたことから、大阪万博の開催を控えた1968年（昭和43年）より奈良市内の都市計画事業の一環として地下化が実施された。駅は地下へ移設され1969年（昭和44年）12月9日に開業し、旧駅の跡地には翌年3月11日に駅ビルとして奈良近鉄ビル（坂倉準三設計）が開業した。

### 年表
- 1914年（大正3年）
  - 4月30日：大阪電気軌道上本町 - 当駅間開業と共に奈良駅として開業[3]。位置は現在の高天交差点付近[3]。
  - 7月8日：仮駅から本駅へ移転[3]（現在の大宮通西行車線と駅ビル北側部分の地上区画に存在。当時の大宮通は近鉄奈良駅より西側は現東行車線のみ、同駅より東側は現西行車線のみの幅員であった）。
- 1928年（昭和3年）8月：大軌奈良駅に改称[4][5]。
- 1930年（昭和5年） 2月：降車ホームを上本町寄り本線上に設置。乗降分離を実施。
- 1941年（昭和16年）3月15日：関西急行鉄道発足（大阪電気軌道と参宮急行電鉄が合併）[3]。関急奈良駅に改称[6]。
- 1944年（昭和19年）6月1日：近畿日本鉄道発足（関西急行鉄道と南海鉄道が合併。ただし南海線は後に再分離）[3]。近畿日本奈良駅に改称[6]。
- 1968年（昭和43年）2月3日：油阪 - 当駅間の地下線建設工事着工[2]。
- 1969年（昭和44年）12月9日：地下化[2]。
- 1970年（昭和45年）
  - 3月1日：近鉄奈良駅に改称[6]。
  - 3月11日：奈良近鉄ビルがオープン、ビル内に奈良ホテル別館が開業[7]。
- 1971年（昭和46年）4月1日：定期券専用自動改札機を設置[8]。
- 1988年（昭和63年）3月18日：1・2番線の延長工事が完成した（同年1月）ため、当駅発着列車の10両運転を本格開始[注 1]。
- 1991年（平成3年）6月30日：駅ビル内の奈良ホテル別館が閉館[9]。
- 2007年（平成19年）4月1日：PiTaPa使用開始[10]。
- 2022年（令和4年）12月3日：副駅名「奈良公園前」を設定[11]。

## 駅構造

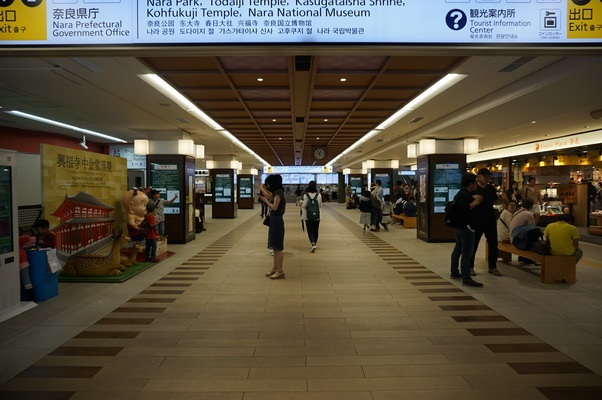
リニューアル後のコンコース

櫛形ホーム4面4線の、奈良県内では唯一の地下駅である。改札口は東西双方に設けられている。コンコースは広く、修学旅行生の集合場所に使われることもある。近年はそのスペースを利用して、近鉄の奈良駅営業所（旅客案内窓口）、奈良市の酒造会社・奈良豊澤酒造が運営する立ち飲み処「蔵元 豊祝」、イタリアンカフェの「カフェ チャオプレッソ」（運営は近鉄リテーリング）、ドラッグストアのコクミンなどの店舗が設けられている。
1914年の大阪電気軌道開業以来、翌年の日本万国博覧会開催を控えて実施された1969年12月の地下線切り替えまでは併用軌道の終端に位置する地上駅であり、現在のバスターミナルに相当する区画を中心に、櫛桁式配置のプラットホームや駅舎などが設置されていた。
駅ビルである奈良近鉄ビルは2009年に全面改装され、特に1階周辺やビル全体の外観が大きく変わった。1階には、奈良市観光協会が運営する「近鉄奈良駅総合観光案内所」がある。階上には、近鉄観光グループの中国料理店「百楽」、イタリアンレストランチェーン「サイゼリヤ」、日本赤十字社の献血ルームなどが入居している。
駅ビルには当初、大口テナントとして6階から8階に奈良ホテル別館が入居していたが、採算性の問題から1991年6月に撤退した。また3・4階に歴史・観光の展示館「なら奈良館」（旧・奈良歴史教室）があったが、奈良市の事業仕分けで「不要」と判定され、2011年3月で閉館した。
2016年10月20日、同年11月の春日大社式年造替に向けてリニューアル工事を進めていた地下1階コンコースの供用を開始した。「古都奈良の自然と歴史」をデザインコンセプトに定め、シルクロードの終着点として栄えた奈良の歴史と、若草山や奈良公園などの自然をデザインモチーフとして取り入れた。コンコースのリニューアル工事に合わせて案内サインも更新された。また、地下1階コンコースのリニューアルオープンにともない、5店舗のみだった駅ナカショッピングモール「Time's Place 奈良」も、駅構内の14店舗すべてに拡大し、同年10月21日にリニューアルオープンした。

### のりば
| のりば | 路線                                | 行先                                   |
| ------ | ----------------------------------- | -------------------------------------- |
| 1 - 4  | A 奈良線 （B 京都線直通列車を含む） | 大阪難波・神戸三宮・京都・国際会館方面 |

| 乗り場 | A 大阪方面 | A 大阪方面 | A 大阪方面 | A 大阪方面    | A 大阪方面 | B 京都方面 | B 京都方面 |
| 乗り場 | 特急       | 快速急行   | 急行       | 準急 区間準急 | 普通       | 特急       | 急行       |
| ------ | ---------- | ---------- | ---------- | ------------- | ---------- | ---------- | ---------- |
| 1      | -          | 終日       | 終日       | 終日          | 夕方以降   | -          | -          |
| 2      | 朝         | 終日       | 終日       | 終日          | 終日       | -          | 終日       |
| 3      | 朝夕       | -          | 夜の一部   | 終日          | 朝         | 終日       | 終日       |
| 4      | 朝夕       | 深夜の一部 | -          | 朝夕          | 終日       | 終日       | 終日       |

| 乗り場 | A 大阪方面 | A 大阪方面 | A 大阪方面 | A 大阪方面    | A 大阪方面 | B 京都方面 | B 京都方面 | B 京都方面 |
| 乗り場 | 特急       | 快速急行   | 急行       | 準急 区間準急 | 普通列車   | 特急       | 急行       | 普通       |
| ------ | ---------- | ---------- | ---------- | ------------- | ---------- | ---------- | ---------- | ---------- |
| 1      | -          | 終日       | 終日       | 朝夕          | 朝夕と夜   | -          | -          | 深夜       |
| 2      | 朝         | 終日       | 終日       | 終日          | 朝夕と夜   | -          | 終日       | -          |
| 3      | 朝夕       | -          | 朝の一部   | 朝夕          | 朝夕       | 終日       | 終日       | -          |
| 4      | 夕方       | -          | -          | 終日          | -          | 終日       | 朝夕       | -          |

備考
- 地下駅のため、特急車両の喫煙室は当駅停車中は使用禁止となる[14]。
- ホーム有効長は1・2番線が10両、3番線が8両、4番線が6両。4番ホームの行き止まりの先は扱い室がある為、8両編成分への延伸はできない。1・2番のりばの行き止まり寄り1両分 (◯1と、△1) には、「平日朝ラッシュの近鉄難波・神戸三宮方面の快速急行列車の一番後ろ (10両編成10号車) は、近鉄大阪難波駅まで女性専用車」の表示がある。
- 特急列車は主に3・4番線から、大阪方面の快速急行・急行は1・2番線から発車するが、必ずしも固定されているわけではない。また、準急以下の列車は発着番線が一定していない[15]。
- 京都方面の急行は主に3・4番線から発車する[15]。なお、土休日夜間に1本のみ設定される新田辺行き普通列車は4番線から発車する[15]。
- 1・2・3番線には降車ホームがあるが、4番線のみ設けられていない。

### 駅設備・営業面
- 駅長が置かれ、当駅と新大宮駅を管理している[16]。なお、駅長室は営業所が併設されている[17]。
- PiTaPa・ICOCA対応の自動改札機および自動精算機（回数券カードおよびICカードのチャージに対応）が設置されている。
- 定期券・特急券ともに専用の自動発売機および駅窓口で即時購入が可能[17]。
- 改札内地下1階コンコースには近鉄リテーリングが運営する有人売店（ファミリーマート近鉄奈良駅改札内店）が設置されている[17]。

## 利用状況
近年の1日あたりの乗降・乗車人員は下記の通り。近鉄の駅では大阪上本町駅に次いで第7位。当駅はJRを含んで、奈良県で唯一乗車人員が30,000人を超えている駅であり、奈良県内では最多、他社線との乗換がない近鉄の駅でも最も利用者数が多い。
| 年度   | 特定日   | 特定日   | 1日平均 乗車人員 |
| 年度   | 調査日   | 乗降人員 | 1日平均 乗車人員 |
| ------ | -------- | -------- | ---------------- |
| 1985年 | -        | -        | 49,934           |
| 1986年 | -        | -        | 50,345           |
| 1987年 | -        | -        | 50,244           |
| 1988年 | -        | -        | 56,543           |
| 1989年 | -        | -        | 49,851           |
| 1990年 | -        | -        | 51,432           |
| 1991年 | -        | -        | 52,359           |
| 1992年 | -        | -        | 51,212           |
| 1993年 | -        | -        | 50,656           |
| 1994年 | -        | -        | 49,377           |
| 1995年 | -        | -        | 49,347           |
| 1996年 | -        | -        | 47,724           |
| 1997年 | -        | -        | 45,335           |
| 1998年 | -        | -        | 44,188           |
| 1999年 | -        | -        | 42,511           |
| 2000年 | -        | -        | 40,854           |
| 2001年 | -        | -        | 39,712           |
| 2002年 | -        | -        | 38,441           |
| 2003年 | -        | -        | 37,041           |
| 2004年 | -        | -        | 36,122           |
| 2005年 | 11月08日 | 69,633   | 35,089           |
| 2006年 | -        | -        | 35,136           |
| 2007年 | -        | -        | 34,485           |
| 2008年 | 11月18日 | 57,549   | 34,646           |
| 2009年 | -        | -        | 34,087           |
| 2010年 | 11月09日 | 67,761   | 34,295           |
| 2011年 | -        | -        | 31,891           |
| 2012年 | 11月13日 | 51,147   | 31,520           |
| 2013年 | -        | -        | 31,472           |
| 2014年 | -        | -        | 30,984           |
| 2015年 | 11月10日 | 54,727   | 32,451           |
| 2016年 | -        | -        | 33,216           |
| 2017年 | -        | -        | 33,819           |
| 2018年 | 11月13日 | 55,330   | 33,480           |
| 2019年 | -        | -        | 32,880           |
| 2020年 | -        | -        | 20,927           |
| 2020年 | -        | -        | -                |
| 2021年 | 11月09日 | 42,810   | -                |
| 2022年 | 11月08日 | 49,225   | -                |
| 2023年 | 11月07日 | 54,783   |                  |

## 駅周辺

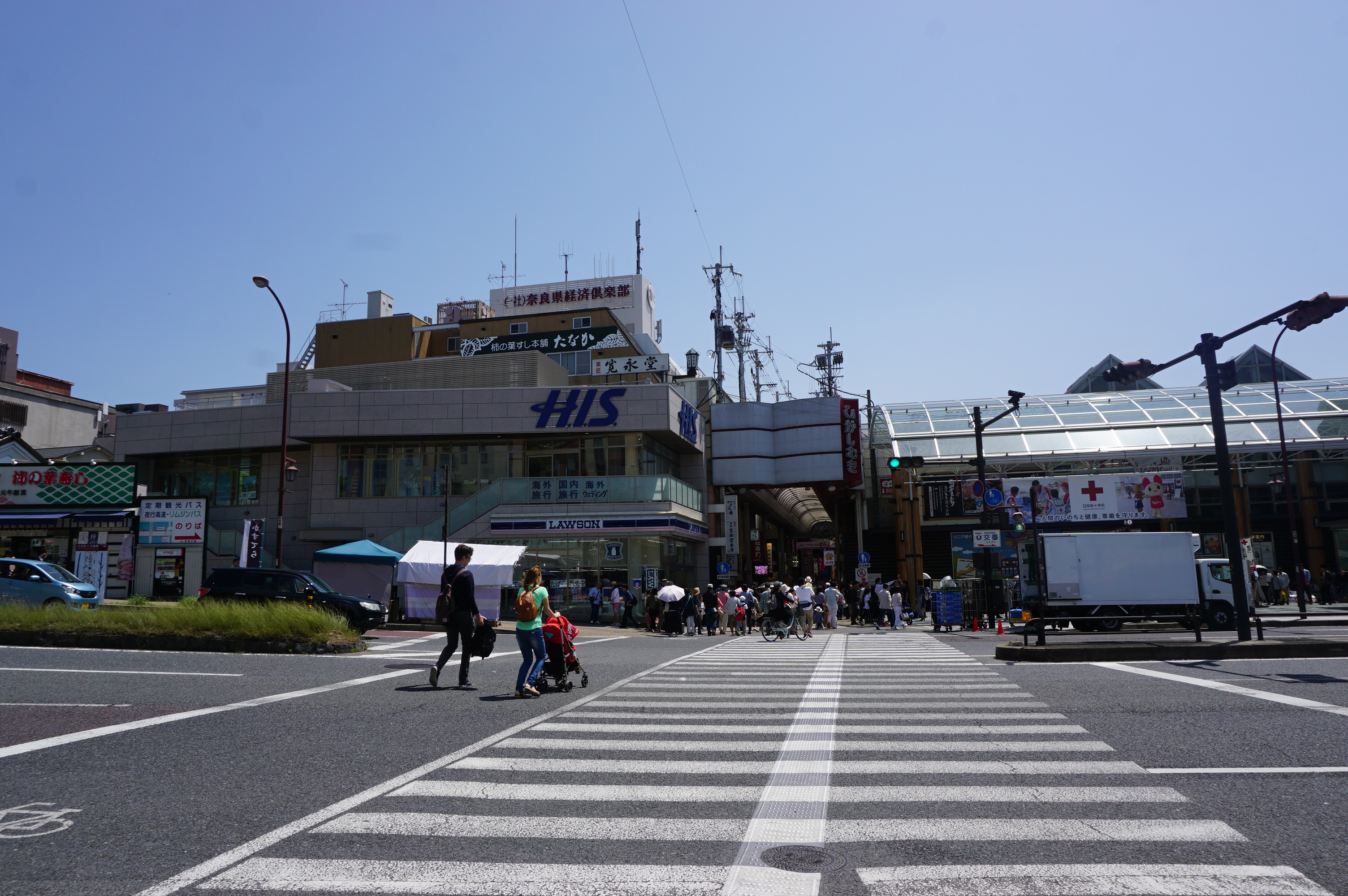
ひがしむき商店街

当駅は実質的な奈良市の中心駅であり、JR西日本の奈良駅に比べて奈良市の中心市街地や奈良公園などの主要な観光地へアクセスしやすい。同駅とは直線距離で約900m、徒歩距離で約1,100m離れており、移動には徒歩15分程度要する。利用者数に関してもJR奈良駅より当駅の方が多い。距離が離れており、完全な別駅扱いのため、近鉄・JR両社とも乗り換えの案内は行われていない。
付近は娯楽施設、商業施設や各金融機関の奈良支店が集まり、それらに足を運ぶ地元住民が多い。
平日の主な利用客は奈良交通バスを通じて市内東南部や京都府木津川市（学研木津ニュータウン・旧加茂町方面）までの広範囲から集まる通勤・通学客であり、大阪圏有数のベッドタウン駅である。また奈良県・国の出先機関など官公庁への利用客もある。
南側は県都・奈良の顔として、ショッピングなどの娯楽施設の密集地、南都銀行など県内企業の本支店も多い。駅を西に出るとやすらぎの道、小西通り、東に出ると東向通り。どちらも南下すると、東西に走る奈良市街の目抜き通り、三条通りに至る（駅が面しているのは登大路・大宮通り）。
東側は古い社寺を含む観光名所、奈良公園は東へ坂を上がる。奈良県官庁街もこの方向である。
三条通りを東に向かえば猿沢池、三条通りから更に南に向かうとならまちと呼ばれる古い町並みが続く。
北側は古くからの市街地であり、奈良きたまち散策スポット（まちかど博物館）として脚光を浴びつつある。奈良女子大学はこの域内に位置する。

### 駅北側
- 国道169号
- 国道369号（登大路）
- 奈良県道33号
- 奈良県道754号
- 奈良県庁
- 奈良県警察本部
- 奈良地方検察庁
- 奈良県文化会館（休館中）
- 奈良県立美術館
- 奈良公園
- 若草山
- 奈良地方・家庭・簡易裁判所
- 法務合同庁舎
- 大阪国税局奈良税務署
- 県婦人会館
- 奈良商工会議所
- 奈良女子大学
- 奈良県立大学
- 奈良育英高校・中学校・小学校
- 奈良きたまち
- 鴻ノ池運動公園（野球場・陸上競技場・総合体育館）
- 奈良テレビ放送本社
- 三笠温泉
- 東横INN近鉄奈良駅前
- 関西みらい銀行 奈良支店

### 駅南側
- やすらぎの道
- 三条通り
- 東向通り
- 小西さくら通り
- 奈良もちいどの商店街
- 南都銀行本店
- 三井住友銀行奈良支店・大和郡山支店・平城支店  - ※2021年6月14日より、大和郡山支店が、2024年4月1日より、平城支店が移転し共同店舗となった。
- 奈良県赤十字血液センター（なら献血ルーム）駅ビル6階
- ならまち
- ならまちセンター（奈良市立中央図書館）
- 奈良市中部公民館（奈良市観光センター）
- 奈良教育大学
- 奈良ホテル
- 奈良市写真美術館
- 漢國神社
- 率川神社
- 興福寺
- 伝香寺
- 元興寺極楽坊
- 旧大乗院庭園

## バス路線

### 奈良交通・ぐるっとバス一般路線
市内完結系統では均一前払い制、郊外直通系統では整理券方式後払い制が採用されている。そのため同じ行先でも乗車方式が異なる場合がある。
（※2021年4月1日現在）
| 系統番号                                                                     | 経由地                                                                     | 行先                                                                       | 備考                                                                       |
| 1番のりば（市内循環外回り・奈良公園・東大寺・春日大社・高畑町方面）【N-3】   | 1番のりば（市内循環外回り・奈良公園・東大寺・春日大社・高畑町方面）【N-3】 | 1番のりば（市内循環外回り・奈良公園・東大寺・春日大社・高畑町方面）【N-3】 | 1番のりば（市内循環外回り・奈良公園・東大寺・春日大社・高畑町方面）【N-3】 |
| ---------------------------------------------------------------------------- | -------------------------------------------------------------------------- | -------------------------------------------------------------------------- | -------------------------------------------------------------------------- |
| 2・深夜2                                                                     | 東大寺大仏殿・春日大社前→高畑町→紀寺町→JR奈良駅方面                        | 市内循環・外回り                                                           |                                                                            |
| 6                                                                            | 東大寺大仏殿・春日大社前→高畑町→紀寺町→近鉄奈良駅方面                      | 中循環・外回り                                                             | 午前中・外回りのみ運行                                                     |
| 15・72・87 160                                                               | 東大寺大仏殿・春日大社前                                                   | 高畑町                                                                     | 160系統は平日朝のみ運行                                                    |
| 7・77・97                                                                    | 東大寺大仏殿                                                               | 春日大社本殿                                                               |                                                                            |
| 2番のりば（般若寺・奈良阪・青山住宅方面）                                    |                                                                            |                                                                            |                                                                            |
| 27・81・118 深夜118                                                          | 今小路・般若寺                                                             | 青山住宅                                                                   |                                                                            |
| 3番のりば（元興寺・下山・天理方面）                                          |                                                                            |                                                                            |                                                                            |
| 51                                                                           |                                                                            | 下山                                                                       |                                                                            |
| 53                                                                           | 下山                                                                       | 窪之庄                                                                     |                                                                            |
| 73                                                                           | 下山・櫟本                                                                 | シャープ総合開発センター                                                   |                                                                            |
| 44                                                                           | 下山・添上高校                                                             | 天理駅                                                                     | 平日のみ運行                                                               |
| 50                                                                           | 下山・櫟本                                                                 | 天理駅                                                                     |                                                                            |
| 82                                                                           | 下山・櫟本・憩の家病院                                                     | 天理駅                                                                     |                                                                            |
| 92                                                                           | 下山・櫟本・憩の家外来棟・憩の家病院                                       | 天理駅                                                                     | 平日のみ運行                                                               |
| 182                                                                          | 下山・奈良東病院・憩の家病院                                               | 天理駅                                                                     | 土曜・休日運行                                                             |
| 192                                                                          | 下山・奈良東病院・憩の家外来棟・憩の家病院                                 | 天理駅                                                                     | 平日のみ運行                                                               |
| 4番のりば（広岡・柳生・月ヶ瀬／山村町・藤原台／下水間方面）                  |                                                                            |                                                                            |                                                                            |
| 96                                                                           | 緑ヶ丘浄水場・須川                                                         | 下狭川                                                                     |                                                                            |
| 105                                                                          | 緑ヶ丘浄水場・須川・下狭川                                                 | 広岡                                                                       |                                                                            |
| 106                                                                          | 緑ヶ丘浄水場・須川・奈良市東部出張所・下狭川                               | 広岡                                                                       |                                                                            |
| 100                                                                          | 緑ヶ丘浄水場・忍辱山                                                       | 柳生                                                                       |                                                                            |
| 102                                                                          | 緑ヶ丘浄水場・忍辱山・柳生                                                 | 邑地中村                                                                   |                                                                            |
| 94                                                                           | 緑ヶ丘浄水場・忍辱山・柳生・邑地中村・梅の郷月ヶ瀬温泉                     | 石打                                                                       |                                                                            |
| 55                                                                           | 萩ヶ丘町                                                                   | 奈良佐保短期大学                                                           | 学校開校日のみ運行                                                         |
| 61                                                                           | 萩ヶ丘町・奈良佐保短期大学                                                 | 鹿野園町                                                                   |                                                                            |
| 57                                                                           | 萩ヶ丘町                                                                   | 藤原台                                                                     |                                                                            |
| 59                                                                           | 萩ヶ丘町・奈良佐保短期大学                                                 | 藤原台                                                                     | 平日のみ運行                                                               |
| 56                                                                           | 萩ヶ丘町                                                                   | 山村町                                                                     |                                                                            |
| 58                                                                           | 萩ヶ丘町・奈良佐保短期大学                                                 | 山村町                                                                     | 平日のみ運行                                                               |
| 62                                                                           | 萩ヶ丘町・藤原台                                                           | 山村町                                                                     |                                                                            |
| 123                                                                          | 白毫寺                                                                     | 奈良春日病院                                                               | 休日運休                                                                   |
| 122                                                                          | 白毫寺・奈良春日病院                                                       | 下水間                                                                     | 一部は日笠で大平尾行きに、 下水間で針方面（奈良市コミバス）に連絡          |
| 124                                                                          | 白毫寺・奈良春日病院・下水間                                               | 北野                                                                       | 一部は日笠で大平尾行きに、 下水間で針方面（奈良市コミバス）に連絡          |
| 8番のりば（西の京・郡山・法隆寺方面）【E-6】【B13】                          |                                                                            |                                                                            |                                                                            |
| 23                                                                           | JR奈良駅・三条桧町                                                         | 済生会奈良病院                                                             |                                                                            |
| 22                                                                           | JR奈良駅・三条桧町・済生会奈良病院                                         | 県立図書情報館                                                             |                                                                            |
| 63・72・78                                                                   | JR奈良駅・唐招提寺・薬師寺・西ノ京駅                                       | 奈良県総合医療センター                                                     |                                                                            |
| 88                                                                           | JR奈良駅                                                                   | 近鉄郡山駅                                                                 |                                                                            |
| 98                                                                           | JR奈良駅・薬師寺駐車場・近鉄郡山駅・郡山総合庁舎・法起寺                   | 法隆寺前 奈良・西の京・斑鳩回遊ライン                                      | 平日運行                                                                   |
| 98                                                                           | JR奈良駅・薬師寺駐車場・近鉄郡山駅・法起寺                                 | 法隆寺前 奈良・西の京・斑鳩回遊ライン                                      | 土曜・休日運行                                                             |
| 94・95・96 100・102・105 106・118・153                                       | 油阪船橋商店街・大宮町一丁目                                               | JR奈良駅西口                                                               |                                                                            |
| 81                                                                           | JR奈良駅西口                                                               | 大安寺                                                                     |                                                                            |
| ぐるっとバス                                                                 | 奈良県コンベンションセンター・朱雀門ひろば前・大和西大寺駅南口方面         | 大宮通りルート                                                             |                                                                            |
| 9番のりば（市内循環内回り・JR奈良駅方面）【N-3】                             |                                                                            |                                                                            |                                                                            |
| 1                                                                            | JR奈良駅→大森町→紀寺町→高畑町方面                                          | 市内循環・内回り                                                           |                                                                            |
| 7・50・51・53 55・56・57 61・62・73・82 92・122・123 124・182・192           | 油阪船橋商店街                                                             | JR奈良駅                                                                   |                                                                            |
| 11番のりば（大宮通り・奈良市庁・阪奈道路／三条通り・尼ヶ辻駅・恋の窪町方面） |                                                                            |                                                                            |                                                                            |
| 27                                                                           | JR奈良駅西口・奈良市庁前                                                   | 二条大路南一丁目                                                           | 平日のみ運行                                                               |
| 28                                                                           | JR奈良駅西口・奈良市庁前・柏木町                                           | 恋の窪町                                                                   |                                                                            |
| 48                                                                           | JR奈良駅・尼ヶ辻駅・東坂                                                   | 学園前駅                                                                   |                                                                            |
| 75                                                                           | 奈良市庁前・柏木町                                                         | 国道横田                                                                   | 毎月第2土曜日のみ運行                                                      |
| 160・161                                                                     | JR奈良駅西口・奈良市庁前・大和西大寺駅南口・阪奈菅原                       | 学園前駅                                                                   | 160系統は平日朝のみ運行                                                    |
| 162                                                                          | JR奈良駅西口・奈良市庁前                                                   | 大和西大寺駅南口                                                           |                                                                            |
| 12番のりば（大安寺方面）                                                     |                                                                            |                                                                            |                                                                            |
| 85                                                                           | JR奈良駅・大安寺・西九条町                                                 | 杏南町                                                                     |                                                                            |
| 86                                                                           | JR奈良駅・大安寺・西九条町・杏南町                                         | イオンモール大和郡山                                                       |                                                                            |
| 79・87・90 深夜79                                                            | JR奈良駅・大安寺・永井町                                                   | シャープ前                                                                 |                                                                            |
| 135・136                                                                     | JR奈良駅・大安寺・永井町・シャープ前                                       | 白土町                                                                     |                                                                            |
| 13番のりば（浄瑠璃寺・加茂駅／高の原駅／航空自衛隊・大和西大寺駅方面）       |                                                                            |                                                                            |                                                                            |
| 12                                                                           | 法華寺・平城宮跡・遺構展示館                                               | 大和西大寺駅                                                               |                                                                            |
| 14                                                                           | 法華寺・航空自衛隊・平城宮跡・遺構展示館                                   | 大和西大寺駅                                                               |                                                                            |
| 13・15・131                                                                  | 法華寺                                                                     | 航空自衛隊                                                                 |                                                                            |
| 108                                                                          | 鴻池・梅美台西・梅美台二丁目                                               | 南加茂台五丁目                                                             |                                                                            |
| 208                                                                          | 鴻池・梅美台西・梅美台五丁目                                               | 南加茂台五丁目                                                             |                                                                            |
| 109                                                                          | 鴻池・梅美台西・梅美台二丁目・南加茂台五丁目                               | 加茂駅                                                                     |                                                                            |
| 209                                                                          | 鴻池・梅美台西・梅美台五丁目・南加茂台五丁目                               | 加茂駅                                                                     |                                                                            |
| 急行112                                                                      | 梅美台西・西小                                                             | 浄瑠璃寺                                                                   | 梅美台西・浄瑠璃寺口・西小のみ停車                                         |
| 115                                                                          | 鴻池・佐保台三丁目・朱雀六丁目                                             | 高の原駅                                                                   |                                                                            |
| 130                                                                          | 鴻池・佐保台三丁目                                                         | 平城山駅東口                                                               |                                                                            |
| 14番のりば（JR奈良駅方面）                                                   |                                                                            |                                                                            |                                                                            |
| 12・13・14・108 109・112・115・130 156・208・209                             | 油阪船橋商店街・大宮町一丁目                                               | JR奈良駅西口                                                               |                                                                            |
| 急行112                                                                      |                                                                            | JR奈良駅西口                                                               | 途中停留所には停車しない                                                   |
| 16・19                                                                       | JR奈良駅・大安寺・八条町一丁目                                             | 杏中町                                                                     |                                                                            |
| 21番のりば（州見台方面）                                                     |                                                                            |                                                                            |                                                                            |
| 153・154                                                                     | 般若寺・奈良阪・梅美台西                                                   | 州見台八丁目                                                               |                                                                            |
| ぐるっとバスのりば（奈良公園・東大寺・春日大社・ならまち方面）【R7】【B5】   |                                                                            |                                                                            |                                                                            |
| ぐるっとバス                                                                 | 大仏殿前駐車場→元興寺・ならまち方面                                        | 奈良公園ルート                                                             | 土曜休日および観光シーズン運行                                             |
| ぐるっとバス                                                                 | 大仏殿前駐車場→春日大社本殿方面                                            | 大宮通りルート                                                             |                                                                            |

### 高速バス・空港バス
駅前中筋町交差点脇にある奈良ラインハウスビルが高速バス待合所および定期観光バス案内所となっており、高速バスは奈良ラインハウスビルの付近にある20番のりばから発車する。
【 】内は運行会社
12番のりば
- リムジンバス：大阪国際空港行き【奈良交通・阪急観光バス[注 3]】

20番のりば
- 奈良新宿線：バスタ新宿・京王プラザホテル行き　 【奈良交通・関東バス】
- 奈良千葉線：本厚木駅・横浜駅（YCAT）・京成上野駅・TDR・津田沼駅行き 【奈良交通・京成バス】
- 奈良名古屋線：名古屋駅行き 【奈良交通・名鉄バス】
- リムジンバス：関西国際空港行き 【奈良交通・関西空港交通】

### 廃止・撤退したバス路線
かつては、近鉄バスや京阪バス、奈良交通が京都駅、近鉄バスが大阪梅田まで運行していた事もあった。現在近鉄バスは奈良県からごく一部を除き撤退している。高速ではやまと号の福岡、埼玉方面の運行から撤退した。また、神奈川も千葉系統と統合している。

## その他
- 現在の4番出口は元々単独の階段であったが、周辺商店がビル化して「西御門服部ビル」と一体になっている。当時、この出口のリニューアル及びビルの完成直前にキーテナントとして入居する予定であった山一證券が倒産した。オープン後もしばらくは山一證券として廃業に向けての業務はなされていた。
- 駅ビルにNHK奈良放送局と毎日放送と奈良テレビと近鉄ケーブルネットワークのお天気カメラが設置されている。奈良ホテルにABCテレビ、駅西方の近鉄高天（たかま）ビルにカンテレ（同社奈良支局が入居）、旧油阪駅跡に近い長尾谷高等学校奈良校ビルに読売テレビがそれぞれお天気カメラを設置。
- 2020年、奈良市役所職員が当駅のホームとホームの間で走り幅跳びをした事が発覚し、市と当該職員が謝罪する事件が発生した[21]。
- 近鉄線の車内には近鉄百貨店の広告が掲出されており、この広告では奈良店が「近鉄奈良」と表記されることもあるが、近鉄百貨店奈良店の最寄り駅は当駅ではなく大和西大寺駅である。
- 奈良県内では唯一の地下駅である。

## 隣の駅
近畿日本鉄道
A 奈良線・B 京都線（一部の直通列車）
- □特急発着駅

■快速急行・■急行・■準急・■区間準急・■普通
新大宮駅 (A27) - 近鉄奈良駅 (A28)
- 1969年の地下化以前は、新大宮駅の代わりに油阪駅が存在した。
- 括弧内は駅番号を示している。